# 谢福芸
谢福芸，本姓Dorothea Soothill ，也被称为多萝西娅·霍西夫人（ 英語：Dorothea, Lady Hosie，1885年—1959年2月15日）是一位业余电影制片人和作家。她协助她的父亲苏慧廉（William Edward Soothill）和丈夫亚历山大·霍西 (Alexander Hosie) 写作，但在他们去世后，她以自己的名义出版了书籍。第二次世界大战期间，她担任萨默塞特一所疏散私立学校的副校长。

## 生平
霍西 1885 年出生于中国宁波。她的父母是苏路熙和苏慧廉。她的父亲是一位卫理公会传教士。 她的父母想叫她 Dorothy，但登记她出生的英国外交官认为 Dorothea 好得多。 她在剑桥纽纳姆学院接受教育。
1913 年，她与年长她三十多岁的亚历山大·霍西爵士（1853-1925 年）结婚。他曾担任英国驻中国福州附近的宝塔岛领事，也是中国西部、西藏和台湾地区一位受人尊敬的植物收藏家。 无须藤属以他的名字命名。他还着有《西域三年》 （1890年）和《罂粟踪迹》 （第2卷，1914年）。  

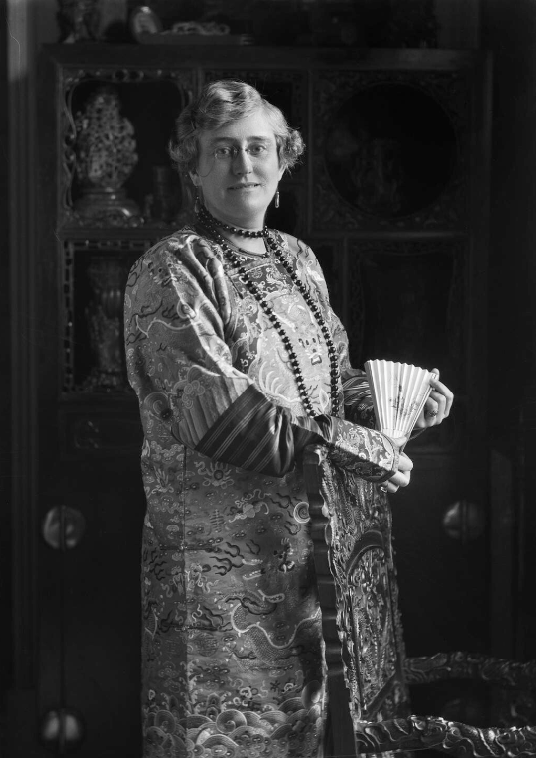

1925 年 3 月 10 日，她的丈夫在桑当去世。她曾协助他写作，在此之前她曾帮助过她的父亲。在她丈夫去世的前一年，她出版了《中国二君子》  ，并以自己的名义写了更多内容。 1929年， 《中国女士肖像》问世。 1930 年，她遇到了在布兰普顿唐恩学校 (Brampton Down School) 工作的 GM Starkey 小姐。 